# オットー・シュトラッサー (音楽家)

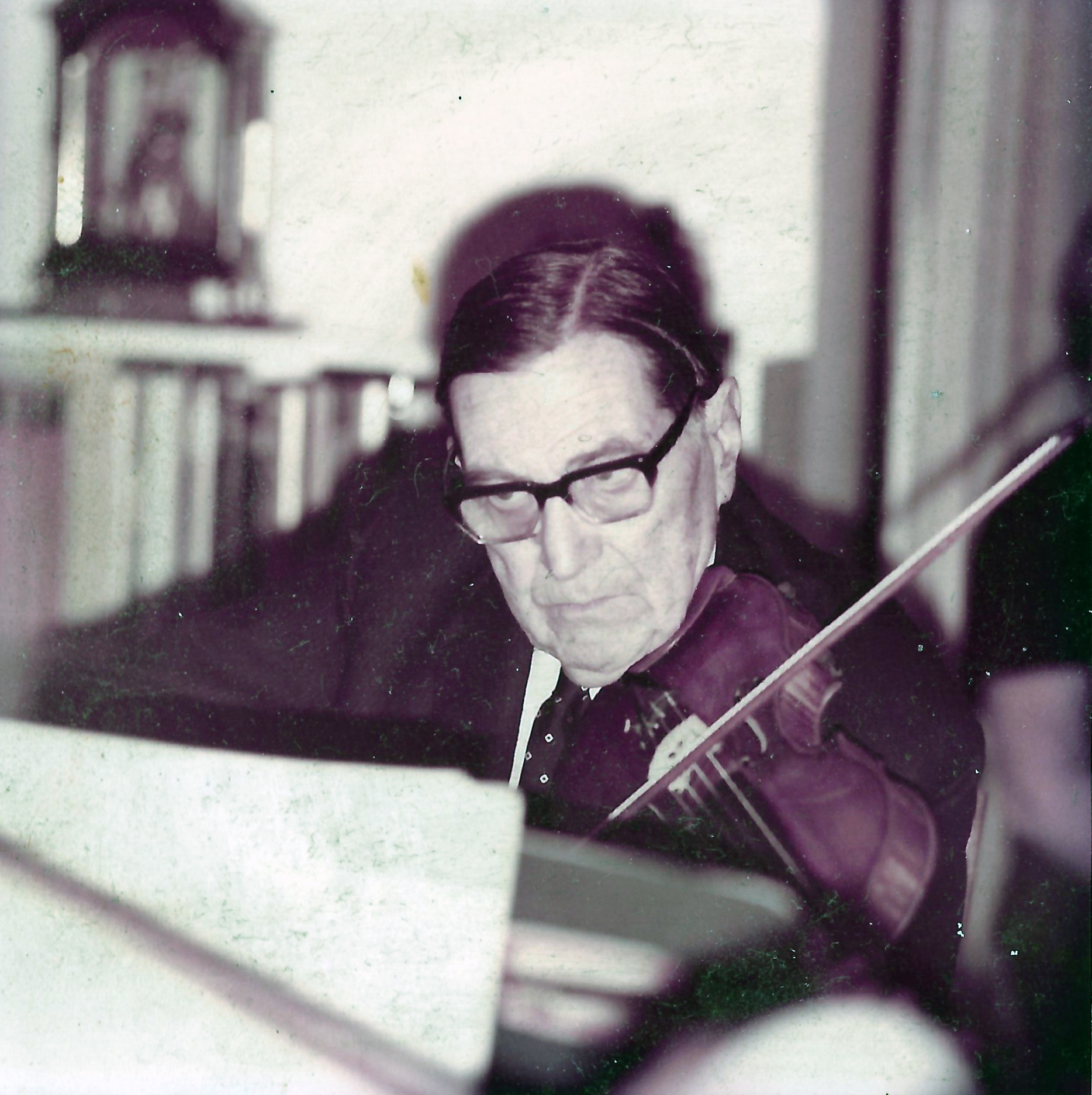
オットー・シュトラッサー

オットー・シュトラッサー（Otto Strasser、1901年8月13日 - 1996年5月27日）は、オーストリアのヴァイオリン奏者である。ウィーン・フィルハーモニー管弦楽団の第2ヴァイオリン首席奏者を務め、後年には同楽団の理事となった。

## 生涯
オーストリア・ハンガリー帝国の首都ウィーンに生まれ、ウィーンの音楽アカデミーで学ぶ。1923年に卒業して演奏家として活動する一方、ウィーン工科大学で電気音響学を学び、1937年に工学の学位を取得して卒業した。1922年12月にウィーン国立歌劇場管弦楽団の団員となり、1923年10月1日にはウィーン・フィルハーモニー管弦楽団に加入した。当初は第2ヴァイオリンの末席に過ぎなかったが、同楽団の常任指揮者であったクレメンス・クラウスに抜擢されて首席奏者となり、1938年から1940年まで同楽団マネージング・ディレクター、1940年から1941年まで副理事、1958年から1966年まで理事を務めた。また、ヴァイスガルバー四重奏団、シュナイダーハン四重奏団、バリリ四重奏団、フィルハーモニー四重奏団といった名だたる四重奏団にも参加して、ウィーン楽友協会で435回、さらに国内外で1,500回の演奏会を行った。1952年から、バリリ四重奏団の大部分のレパートリーをヨーロッパおよび日本で録音した。
1967年1月1日にウィーン・フィルハーモニー管弦楽団を引退したが、以降もウィーン国立歌劇場で代役として演奏を続けた。1996年にマンナースドルフ・アム・ライタゲビルゲで亡くなり、ウィーン中央墓地の区間34A第2行の5番に埋葬された。

## 受章歴
- 1952年：名誉教授
- 1963年：科学・芸術名誉十字章
- 1967年：科学・芸術名誉十字章勲一等
- 1967年：ザルツブルク州金メダル
- 1967年：ザルツブルク市リング
- 1974年：黄金の市庁舎の男（Goldener Rathausmann; ウィーン市の名誉称号）
- 1981年：ウィーン・フィルハーモニー管弦楽団名誉会員
- 1987年：ウィーン楽友協会名誉会員
- 1991年：ウィーン・フィルハーモニー管弦楽団名誉理事

## 著作
- Und dafür wird man noch bezahlt: Mein Leben mit den Wiener Philharmonikern. Paul Neff Verlag, Wien 1974. ISBN 3-7014-0102-0 / ISBN 978-3-7014-0102-4
- „Sechse is“ – Wie ein Orchester musiziert und funktioniert. Paul Neff Verlag, Wien 1981. ISBN 3-7014-0180-2 / ISBN 978-3-7014-0180-2